# Prova (moneta)
Una prova è una moneta sperimentale coniata per testarne l'aspetto tecnico, artistico e altri aspetti. In inglese è chiamata essai o essay. Su tutte le monete di prova c'è una piccola scritta prova. Le prove sono preziose e rare: sono molto ricercate dai collezionisti, acquisendo un notevole valore sul mercato.